# Парада (Аркуш-де-Валдевеш)
Парада (порт. Parada) — район (фрегезия) в Португалии, входит в округ Виана-ду-Каштелу. Является составной частью муниципалитета Аркуш-де-Валдевеш. По старому административному делению входил в провинцию Минью. Входит в экономико-статистический субрегион Минью-Лима, который входит в Северный регион.
Занимает площадь 1,99 км².

## Население
Население составляло 321 человека на 2001 год и 383 человека на 2011 год.